# 科林斯
科林斯（希臘語：Κόρινθος，發音：[ˈkorinθos] ⓘ），在新約聖經中又譯哥林多或格林多，是希腊伯罗奔尼撒大区科林西亚专区的市镇及专区首府，位于连接歐洲大陸及伯罗奔尼撒半岛的科林斯地峡上，北面是科林斯灣、东面是萨罗尼科斯湾，距離首都雅典約78公里。市镇面积为611.29平方公里，2021年人口数量为55,941人。
现今范围的市镇是在2011年地方政府改革中设立的，由原5个市镇合并而成，而原市镇则成为新市镇的5个市区。科林斯市区（即原科林斯市镇）的面积为102.19平方公里，2021年人口数量为38,485人。
環繞市中心的其他小鎮，依順時針方向次序，是位於海岸的莱凯翁、伊斯米亚、凯赫里埃斯及位於内陆的埃克萨米利亚及科林斯古城。地理上环绕该城的是沿海狭窄的沃哈（Vocha）平原、科林斯灣、被科林斯运河切断的科林斯地峽、萨罗尼科斯湾、奥尼亚山（Oneia），和建有中世纪卫城的独石“科林斯卫城”。

## 历史
科林斯历史悠久，早在新石器时代这里已经有人生活。在青铜器时代这里可能已经有一座王宫。科林斯多次在希腊神话中出现：西绪福斯在此创立了运动会，伊阿宋在此离弃他的妻子美狄亞等等。
古代船只要经过科林斯地峡就得被在陆路上从地峡的一边拽到另一边，因此科林斯位于希腊的交通要道上。它是雅典、底比斯的最强大的竞争者。它也是阿佛洛狄忒的崇拜中心。科林斯在地中海沿岸建立了许多殖民地，包括敘拉古。在波斯战争中科林斯付出了巨大贡献。在伯罗奔尼撒战争中它与斯巴达联合对抗雅典。
前146年古罗马摧毁科林斯。前44年恺撒在这里重新建城。在罗马时代它是一座以其奢侈和昂贵的生活而著称的繁荣的商业城市。在城内罗马人、希腊人共居。

### 史前时期
该城建于大約公元前6千年的新石器时代。按照神话，該城是由太陽神赫利俄斯的兒子科林托斯所建立；其他神话则说由埃费拉女神所建立，所以本城在古代亦称作“埃费拉”。有證據顯示本城在公元前2千年被摧毁。
在迈锡尼时代末期多利亚人试图定居在科林斯。虽然第一次尝试以失败告终，他们在首领阿勒忒的指挥下从安蒂里奥（Antirio）沿科林斯灣卷土重来终于攻占了此地。
因此该地的古代名称如“Korinthos”来源于前希腊语言，即土著（Pelasgian）的语言；科林斯可能还是一个青铜时代迈锡尼的宫殿／城市，如同迈锡尼、梯林斯和皮洛斯一样。根据神话传说，西绪福斯是古代科林斯王族的创始者。

### 古典时期
在随后的古典时期，科林斯市是财富上匹敌雅典和底比斯的城邦，主要经济来源于地峡的贸易与交通。直到前6世纪中叶，科林斯一直是主要的黑像陶的出口地，产品销往全希腊各地。在它之后，雅典的陶器才占据了市场。科林斯卫城上的雄伟神庙是供奉阿芙罗狄忒。根据大多数资料，神庙内奉养了超过一千名廟妓，因此後世的基督徒都指科林斯是一個非常墮落的地方。這一位神廟到今時今日還矗立在科林斯，見證着往日的歷史。前5世紀開始，科林斯还是地峡运动会的主办地。

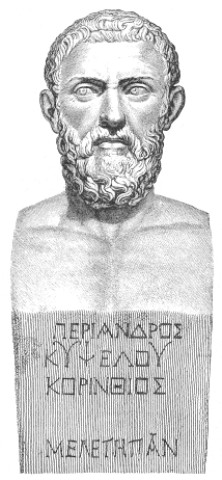
佩里安德（约前627-585）

前7世紀，科林斯由僭主库普塞罗（约前657-627）和他的儿子佩里安德（约前627-585）统治时期，该城派遣殖民者建立许多新的殖民地，其中包括：埃庇达诺斯、叙拉古、阿姆巴西亚、科爾庫拉和阿纳克托里翁。佩里安德还建立了阿波罗尼亚城和波提狄亞。科林斯还是九个出资在古埃及建立殖民地瑙克拉提斯的希腊城邦之一。该城建立于埃及第二十六王朝的法老普萨美提克一世在位期間，以促进希腊世界和埃及的贸易。 
佩里安德是古希腊七贤之一。在他统治期间铸造了第一枚科林斯币。他是第一个试图打通地峡以建立科林斯人和萨罗尼科湾的海路联系的人，由于当时的技术条件所限没有实现他的想法，不过他代以建造了一个石造陆上斜坡“Diolkos”。库普塞罗王朝的统治结束于佩里安德的侄子普萨美提库斯，以亲希腊的埃及法老普萨美提克一世（见上）的名字命名。这段时期是科林斯城的黄金时代。
这一时期科林斯人发展了科林斯柱式——古典建筑在爱奥尼柱式和多立克柱式之后的第三种柱式。科林斯柱式是三种柱式中最复杂的，显示这个古代城邦积累的财富和奢侈的生活方式。多立克柱式体现斯巴达等多利亚人刻苦简单的生活方式，而秉承以雅典为代表的爱奥尼中庸哲学，在两者之间取得一个和谐的平衡。
有一句古代名言：（不是每个人都能去科林斯），说到该城昂贵的生活标准。该城以它爱神庙的妓女而闻名，为居住和旅行该城的富裕商人和有权势的官员提供服务。她们之中最著名的科林斯的拉伊斯据说具有超凡的智慧和美貌，为得到她的眷顾需要支付天文数字的费用。
该城有两个主要港口，分别位于科林西亚湾和萨罗尼科斯湾，分别服务地中海的西方和东方商路。勒开翁港位于科林西亚湾，连接该城在西方的殖民地以及大希腊，而萨罗尼科湾的堅革哩港主要服务于雅典、伊奧尼亞、塞浦路斯以及其余黎凡特地区。这些港口都有停泊庞大的战舰的船坞。

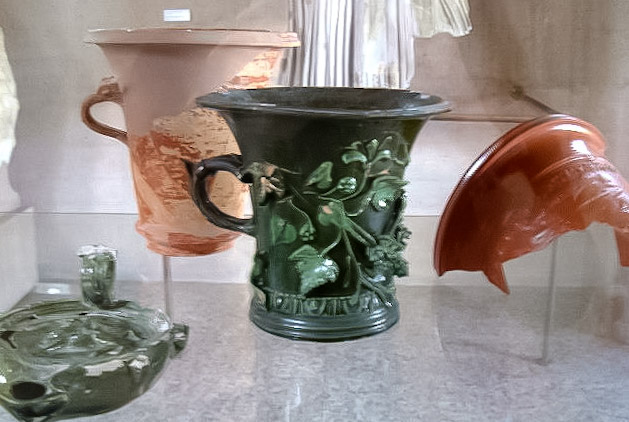
科林斯陶罐

作为希波战争中的主要参战者，该城派遣了40艘战船在阿得曼托斯指挥下参加萨拉米海战，5000名装甲步兵穿着标志性的科林斯头盔参加了后继的普拉提亚战役。不过之后它经常成为雅典的敌人，同斯巴达结盟于伯罗奔尼撒同盟。前431年，引发伯罗奔尼撒战争的因素之一即为科林斯和雅典之间对于科林斯殖民地科尔库拉的争夺，源于两个城市在贸易上的传统敌对。
伯罗奔尼撒战争结束以后，斯巴达在伯罗奔尼撒同盟的昔日盟友科林斯和底比斯不满于斯巴达在同盟内的霸权，挑起了针对其的科林斯战争，进一步削弱了伯罗奔尼撒各城邦的力量。这最终导致了北方马其顿人的入侵，以及马其顿的菲利普二世掌控下成立的对抗波斯帝国的科林斯同盟。菲利普的儿子亚历山大大帝是希腊人的第一个将军。
科林斯是前4世纪著名的犬儒派哲学家第欧根尼的家乡。

### 罗马时期
卢西奥·穆米乌斯（Lucius Mummius Achaicus）率领的罗马军队在前146年的围攻后摧毁了科林斯，将所有男人屠于剑下，妇女儿童卖作奴隶，然后把整个城市付之一炬。他因而得到了Achaicus的称号，作为对亚该亚联盟的征服者（参见科林斯战役）。考古学发现，随后几年有一些居民定居在城市原址上，凯撒即于前44年被刺杀前不久重建该城作为Colonia laus Iulia Corinthiensis（荣耀的伊奧尼亞科林斯殖民地）。根据阿庇安，新的定居者都为来自于罗马的自由民。在罗马人统治下这里成为希腊南部或亚该亚的省会（使徒行传 18:12-16）。以其财富、奢侈和人民不道德的生活习惯著称，有大量罗马人、希腊人和犹太人混居。
使徒保罗第一次到达该城时（51年或52年），省长是卢基乌斯·朱尼厄斯·加里奥·安那埃努斯。保罗居住这里18个月（18:1-18）。在这里他和亚居拉和百基拉同住，在他离开不久后亞波羅从以弗所来。尽管他希望在访问马其顿之前第二次经过科林斯，当时的条件是缺少了提多（Titus），因此他转从特罗亚（Troas）到马其顿，可能之后他有机会途径科林斯作“第二次的恩典”（哥林多后书1:15），在那里停留了三个月（使徒行传 20:3）。
58年春天，保罗第二次来访，在这里写了《罗马书》。保罗的《哥林多前书》反映了在这样一个大都市维持基督徒团体（教会）的困难。

### 拜占庭时期
该城在375年被一次地震摧毁，551年又重建。在亚拉里克入侵希腊期间，即395年—396年，科林斯是他洗劫的城市之一，将许多公民卖作奴隶。
拜占庭帝国查士丁尼一世统治期间，建造了从萨罗尼科湾到科林西亚湾的巨大石墙，以保护该城和伯罗奔尼撒半岛不受北方蛮族的侵略。石墙大约10公里长，名为六里墙（Hexamilion）。这时科林斯是希腊军区首府。
12世纪科穆宁王朝统治期间，该城与西欧拉丁国家的丝绸贸易积累的财富，引来了西西里的罗杰统治下的西西里岛诺曼人的入侵，他们于1147年洗劫了这个城市。

### 亚该亚公国
1204年第四次十字军东征戈弗雷一世，同名著名历史学家的侄子，在君士坦丁堡之劫后分到了科林斯城，并被命为亚该亚大公。在1205年—1208年间，科林斯人在希腊将军利奥·斯格鲁斯的带领下占据科林斯卫城顽强地反抗法兰克人的统治。法国骑士纪尧姆一世 (亚该亚)领导十字军部队。1208年列奥·斯古罗斯从城墙上摔下而死，但科林斯人继续抵抗敌军到1210年。
抵抗运动被镇压之后科林斯成为完整的公国，由维勒阿尔杜安家族在位于伊利亞州的首都安兹拉维扎统辖。科林斯是亚该亚北端同另一个十字军国家雅典公国边界上最重要的城市。

### 奥斯曼帝国的统治
1458年——在君士坦丁堡陷落五年以后，土耳其奥斯曼帝国征服该城。
希腊独立战争期间，1821年-1830年该城被土耳其军队彻底摧毁。该城在1832年伦敦条约后正式被解放。1833年，科林斯以其历史声望和战略位置成为刚成立的希腊王国新首都的候选者。最后选出雅典（当时还是一个无名的村庄）成为首都。

## 現今

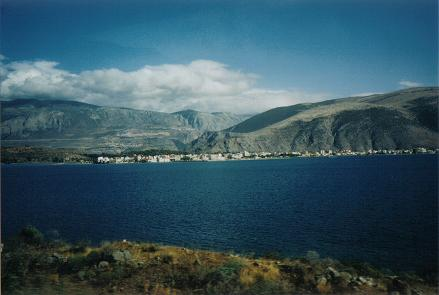
科林西亚湾

今天的科林斯位于科林斯运河以西约4公里处。铁路和公路通过科林斯，此外它还有一个港口。1858年老城（古科林斯，今天是新城西南3公里的小镇）被一次地震彻底摧毁，新科林斯城建在科林西亚湾岸边。
科林斯是伯罗奔尼撒大区继卡拉马塔之后的第二大城市（53,659居民，2001年）。1991年统计该城有28,071人口，2001年显示居民增长2,363人，达到30,434（+8,4%）。1981年和1991年两次人口统计显示科林斯是该国人口增长最快的城市之一。 
科林斯市区（即2011年的市镇），2001年有36,991人口。该市区包括古科林斯（1,770居民），建造在科林斯卫城石山脚下，距离现在的市中心3公里；埃克萨米利亚镇（Examilia，1,547居民）和小居民点克西洛凯里扎（Xylokeriza，777居民）以及索洛莫斯（Solomos，686居民）。
承载西地中海和爱琴海的航运的科林斯运河位于城东4公里处，横贯科林斯地峡。
城市广场近旁有一个港口，在广场的北面。它服务于当地工农业，主要是货物出口业务。
科林斯是国家的一个主要工业枢纽，附近的主要工业品为铜线、石油制品、医疗器械、大理石、石膏、陶瓷片、矿泉水以及酿造品、肉制品以及树脂。2005年去工业化进程开始初露端倪，一家大型管道生产企业、一家纺织品厂以及一家肉类包装企业已经停止运营。
该城东北大约12公里有一家大型炼油厂，是地中海东部最大的设施之一，有人认为这属于雅典的城市范围。它被A8高速公路以及一条双向3+1道的高速公路所环绕。
该城是一条新建的现代电气铁路的终点站，将它连接于雅典大都会区。这个建设可能会给该城带来经济和人口的显著增长。
该城还是联系希腊西南地区伯罗奔尼撒半岛的主要道路的控制点。